# Lennart Karl
Lennart Karl (Frammersbach, Baviera, 22 de febrero de 2008) es un futbolista alemán. Juega de mediocentro ofensivo o extremo derecho y su equipo actual es el Bayern de Múnich de la 1. Bundesliga, máxima categoría del fútbol alemán.

## Trayectoria
Comenzó a jugar al fútbol en las categorías infantiles de Viktoria Aschaffenburg en 2015, a sus 7 años. En 2017 tras ser captado por ojeadores, fue fichado por Eintracht Fráncfort y se mantuvo hasta 2021 con el club profesional alemán. Regresó a Viktoria Aschaffenburg al año siguiente.
A mediados de 2022 se incorporó a Bayern de Múnich. En la temporada 2023-24 tuvo un nivel intermitente y no convirtió muchos goles, por lo que realizó un entrenamiento adicional para mejorar su nivel en la próxima campaña. Comenzó la temporada 2024-25 con la sub-17, en sus primeros 9 partidos anotó 17 goles y ayudó con 8 asistencias, mantuvo un buen desempeño y le valió ser convocado a la sub-19 en diferentes oportunidades. Totalizó 30 partidos jugados con las 2 categorías, convirtió 34 goles y brindó 11 asistencias.
En la fecha 28 de la Bundesliga 2024-25 fue convocado por primera vez para estar a la orden en el primer equipo, fue parte del banco de suplentes contra F. C. Augsburgo pero no tuvo minutos, misma situación le ocurrió en la llave de cuartos de final de la Champions League 2024-25 contra Inter de Milán, instancia en la que fueron eliminados.
El 10 de junio de 2025 fue convocado para jugar el Mundial de Clubes, como uno de los más chicos del plantel. Le fue adjudicada la camiseta número 46.
Debutó como profesional el 15 de junio, en el primer partido de la fase de grupos, el entrenador Vincent Kompany lo mandó a cancha para comenzar el segundo tiempo contra Auckland City y ganaron 10-0. Con 17 años, 3 meses y 24 días se convirtió en el cuarto debutante más joven de la historia del club.

## Selección nacional
Ha sido internacional con la selección de fútbol de Alemania en las categorías juveniles sub-15, sub-16 y sub-17.
Tuvo su primera experiencia con Die Adler en mayo de 2023, fue convocado para 2 amistosos sub-15 por el entrenador Marc-Patrick Meister. Debutó el 4 de mayo, fue titular contra Países Bajos, convirtió un gol y ganaron 0.3. En la revancha fue suplente, ingresó en los minutos finales pero perdieron 2-1.
En septiembre de 2023 volvió a ser citado, esta vez para ser parte de la sub-16. Jugó 2 amistosos contra Austria y convirtió un gol. Dos meses después volvió a tener minutos en amistosos contra Turquía, pero no anotó a portería.
Fue convocado para jugar el Torneo 4 Naciones en febrero de 2024, un cuadrangular amistoso en Algarve, contra Japón, Portugal y Países Bajos.  Tras 2 victorias y 1 empate se coronaron campeones. Karl jugó los 3 partidos, marcó 2 goles y brindó 1 asistencia.
Culminó su ciclo sub-16 con dos partidos contra Italia en marzo, que resultaron goleadas 3-0 y 5-0, donde anotó 2 goles. Totalizó 9 partidos y 5 goles en la categoría.

## Estadísticas

### Clubes
Actualizado al último partido citado el 16 de agosto de 2025.
| Club                           | Div.          | Temporada     | Liga  | Liga  | Liga   | Copas nacionales | Copas nacionales | Copas nacionales | Copas internacionales | Copas internacionales | Copas internacionales | Total | Total | Total  |
| Club                           | Div.          | Temporada     | Part. | Goles | Asist. | Part.            | Goles            | Asist.           | Part.                 | Goles                 | Asist.                | Part. | Goles | Asist. |
| ------------------------------ | ------------- | ------------- | ----- | ----- | ------ | ---------------- | ---------------- | ---------------- | --------------------- | --------------------- | --------------------- | ----- | ----- | ------ |
| F. C. Bayern Múnich · Alemania | 1.ª           | 2024-25       | 0     | 0     | 0      | -                | -                | -                | 1                     | 0                     | 0                     | 1     | 0     | 0      |
| F. C. Bayern Múnich · Alemania | 1.ª           | 2025-26       | 0     | 0     | 0      | 1                | 0                | 0                | -                     | -                     | -                     | 1     | 0     | 0      |
| F. C. Bayern Múnich · Alemania | Total club    | Total club    | 0     | 0     | 0      | 1                | 0                | 0                | 1                     | 0                     | 0                     | 2     | 0     | 0      |
| Total carrera                  | Total carrera | Total carrera | 0     | 0     | 0      | 1                | 0                | 0                | 1                     | 0                     | 0                     | 2     | 0     | 0      |
| 1. 2.                          |               |               |       |       |        |                  |                  |                  |                       |                       |                       |       |       |        |

### Selección
Actualizado al último partido citado el 25 de mayo de 2025.
| Selección         | Temporada         | Continental | Continental | Continental | Mundial | Mundial | Mundial | Amistosos | Amistosos | Amistosos | Total | Total | Total  |
| Selección         | Temporada         | Part.       | Goles       | Asist.      | Part.   | Goles   | Asist.  | Part.     | Goles     | Asist.    | Part. | Goles | Asist. |
| ----------------- | ----------------- | ----------- | ----------- | ----------- | ------- | ------- | ------- | --------- | --------- | --------- | ----- | ----- | ------ |
| Sub-15 · Alemania | 2023              | —           | —           | —           | —       | —       | —       | 2         | 1         | 0         | 2     | 1     | 0      |
| Sub-15 · Alemania | Total sel.        | 0           | 0           | 0           | 0       | 0       | 0       | 2         | 1         | 0         | 2     | 1     | 0      |
| Sub-16 · Alemania | 2023              | —           | —           | —           | —       | —       | —       | 4         | 1         | 0         | 4     | 1     | 0      |
| Sub-16 · Alemania | 2024              | —           | —           | —           | —       | —       | —       | 5         | 4         | 1         | 5     | 4     | 1      |
| Sub-16 · Alemania | Total sel.        | 0           | 0           | 0           | 0       | 0       | 0       | 9         | 5         | 1         | 9     | 5     | 1      |
| Sub-17 · Alemania | 2024              | 3           | 5           | 1           | —       | —       | —       | 2         | 0         | 1         | 5     | 5     | 2      |
| Sub-17 · Alemania | 2025              | 6           | 2           | 3           | -       | -       | -       | 2         | 0         | 0         | 8     | 2     | 3      |
| Sub-17 · Alemania | Total sel.        | 9           | 7           | 4           | 0       | 0       | 0       | 4         | 0         | 1         | 13    | 7     | 5      |
| Total selecciones | Total selecciones | 9           | 7           | 4           | 0       | 0       | 0       | 15        | 6         | 2         | 24    | 13    | 6      |
| 1.                |                   |             |             |             |         |         |         |           |           |           |       |       |        |

## Palmarés

### Títulos nacionales
| Título                | Equipo              | País     | Año  |
| --------------------- | ------------------- | -------- | ---- |
| 1. Bundesliga         | F. C. Bayern Múnich | Alemania | 2025 |
| Supercopa de Alemania | F. C. Bayern Múnich | Alemania | 2025 |